# Senobasis boraceana
Senobasis boraceana är en tvåvingeart som beskrevs av Carrera 1952. Senobasis boraceana ingår i släktet Senobasis och familjen rovflugor. Inga underarter finns listade i Catalogue of Life.